# Aḥmad ʿOrābī
Aḥmad Orabi (in arabo أحمد عرابي‎?, Aḥmad ʿOrābī; Hirriya Razna, 1º aprile 1841 – Il Cairo, 21 settembre 1911) è stato un ufficiale e politico egiziano.
Aḥmad ʿOrābī - il cui nome completo era Aḥmad Muḥammad ʿOrābī Muḥammad Wafī Muḥammad Ghānim ʿAbd Allāh - è noto in Egitto e nell'intero mondo arabo per aver guidato con sfortunato coraggio nel 1879 un'insurrezione patriottica contro i britannici che avevano occupato l'Egitto e contro il chedivè in quella che è poi stata conosciuta come la Rivoluzione di ʿOrabi (Thawra al-ʿUrābiyya) o Rivoluzione Araba (al-Thawra al-ʿArabiyya).

È noto anche come Aḥmad ʿOrābī, Aḥmed ʿOrabī, ʿUrabi Pascià, ʿOrabi Pasha o Aḥmad ʿArabī

## Biografia
Figlio di un capo villaggio (ʿomda), nacque nel piccolo centro di Hirriya Razna (in arabo هرية رزنة‎?), vicino al-Zagazig, nel governatorato di Sharqiyya, circa 80 chilometri a nord del Cairo. Essendo figlio di uno dei membri più abbienti della comunità, poté ricevere un'istruzione dignitosa. Dopo aver completato gli studi elementari nel suo villaggio natale, si recò nel 1849 al Cairo per frequentare, presso l'Università islamica di al-Azhar, i successivi corsi di studio. Entrò nell'Accademia Militare Egiziana nel 1854 e, una volta ottenuti i gradi di ufficiale, percorse rapidamente i ranghi della carriera militare, giungendo al grado di Tenente Colonnello all'età di 20 anni. Prese parte alla campagna militare in Abissinia del 1875.
Era un oratore che galvanizzava l'uditorio. A causa della sua origine contadina, ʿOrābī era considerato (e tuttora è visto come tale) come la voce autentica del popolo egiziano. Quando il Chedivè Tawfīq Pascià promulgò una nuova legge che impediva ai contadini di diventare ufficiali, ʿOrābī guidò un gruppo di protesta contro la preferenza accordata agli ufficiali d'origine turca. ʿOrābī e i suoi seguaci, che includevano in gran parte personale dell'esercito, ebbero successo e la legge fu ritirata.
Forte del sostegno dei riformisti e di chi condivideva le sue idee nell'esercito, col sostegno dei contadini avviò un grande movimento per tentare di affrancare l'Egitto dall'oppressivo e spesso iattante controllo britannico, intendendo anche metter fine al regime assolutistico del Chedivè. La sua "rivoluzione" si diffuse rapidamente ed espresse anche la crescente insofferenza degli egiziani per le indebite ingerenze europee.
Fu dapprima promosso e poi insediato al posto di sottosegretario alla Guerra, e infine divenne membro del governo. Furono promossi piani per creare un'Assemblea parlamentare nel Paese e durante gli ultimi mesi della "Rivoluzione" (luglio-settembre 1882), ʿOrābī assunse l'incarico di Primo ministro. Sentendosi minacciato, il Chedivè Tawfīq Pascià invocò l'aiuto del Sultano ottomano per metter fine alla "Rivoluzione" ma la Sublime porta era esitante a far uso di truppe contro altri musulmani che si opponevano a interferenze straniere e cristiane. I britannici erano in modo particolare preoccupati che ʿOrābī volesse disconoscere il massiccio debito contratto dall'Egitto e che conseguentemente tentasse di riprendere il controllo del Canale di Suez.
L'attrito tra egiziani e cittadini stranieri raggiunse il culmine ad Alessandria, il 12 giugno 1882 quando, in seguito a una rissa, esplose una rivolta anti-europea che vide gruppi di egiziani attaccare le proprietà degli europei e incendiare le loro case e i loro negozi e che si concluse con quasi 200 morti e centinaia di feriti. Alle ore 7.30 del 12 luglio, scaduto l'ultimatum lanciato il giorno precedente, che ingiungeva di smantellare le difese costiere, l'ammiraglio Frederick Beauchamp Seymour ordinò alla flotta al suo comando di aprire il fuoco sulle fortificazioni del porto di Alessandria e, il giorno successivo, i primi reparti britannici sbarcarono  sul suolo egiziano, prendendo possesso della città.
Nel settembre di quello stesso anno un esercito britannico fu fatto sbarcare nella zona del Canale il 13 settembre 1882, sgominando l'esercito di ʿOrābī nella battaglia di Tell al-Kebir. ʿOrābī fu fatto prigioniero. Il Chedivè e il suo governo lo condannarono a morte ma, per le pressioni di Lord Dufferin, l'ambasciatore britannico a Costantinopoli, che era stato inviato in Egitto come Alto Commissario, la sentenza fu commutata e ʿOrābī fu esiliato nella colonia britannica di Ceylon, dove rimase per diciannove anni, fino al maggio del 1901, quando il Chedivè ʿAbbās II, figlio di Tawfīq, di sentimenti marcatamente anti-britannici, permise a ʿOrābī di tornare in patria.
L'intervento britannico non risolse ovviamente la questione di fondo e si dimostrò pertanto a corto termine. Le tensioni di fondo fra Egitto e Regno Unito persistettero fino al 1954. L'Egitto fu reso di fatto un protettorato britannico a partire dal 1922, sebbene il Regno Unito - in quanto potenza "protettrice" - dichiarasse il Paese indipendente nel 1914. La "Rivoluzione" di ʿOrābī ebbe un significato immenso nelle coscienze egiziane e si caratterizzò per esse come il primo atto del loro nazionalismo, avverso al colonialismo occidentale. Il suo rimase un fulgido esempio di nobile patriottismo e più tardi il colonnello Nasser indicò ʿOrābī come un ammirevole patriota che lo aveva preceduto sul cammino della restituzione all'Egitto della sua dignità e della sua concreta indipendenza, nonché come un grande eroe nazionale.
Fu membro della Massoneria. Una stazione della metropolitana del Cairo è stata intitolata a lui e un'importante strada gli è stata dedicata nella capitale, nel moderno quartiere di Muhandisin.